# Quit Playin' Games (With My Heart)
 是新好男孩組合的第五首單曲，被收入了新好男孩專輯和其後的美國版專輯。單曲發行於1997年，其後很快在英國單曲榜和Billboard 單曲百名榜上位列第二名。在瑞士與澳大利亞的榜單上這首單曲位列第一，在荷蘭的榜單上位列第七。
這首單曲是新好男孩早年最成功的作品，直到團隊鼎盛之作  才將其超過。這首單曲在1997年的亞洲音樂電視榜單上亦位列前茅。
這首單曲有一個義大利文版，名為 ，組合在義大利演出時即演唱此版。

## 錄影帶
單曲的音樂錄影帶由  導演，背景是夜幕降臨后的一個廢棄籃球場。錄影帶放至一半時，時間進入午夜，球場也下起雨來。后半段中A·J·麥克林等三人上衣扣解開，露出他們的肌肉。這是自“接招”樂團以來，男孩組合的一個傳統，但這也是新好男孩唯一一次在錄影帶中沒有裝點整齊。